# Castelo de Duns

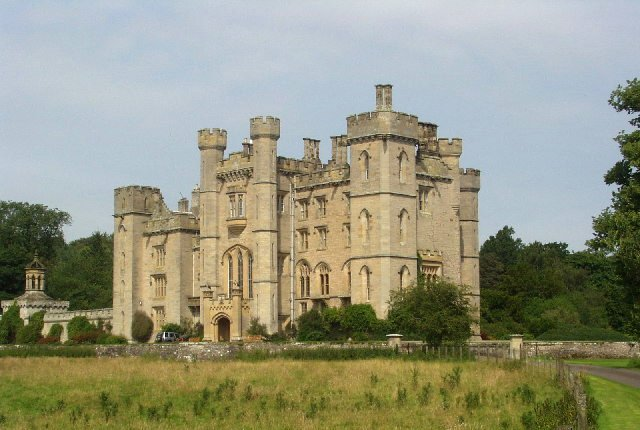
O Castelo de Duns.

O Castelo de Duns ou Duns Castle , em Duns, Berwickshire, na Escócia, é uma casa histórica cuja parte mais antiga, em arquitetura normana, data de 1320. A parte mais nova foi transformada em arquitetuta neogótica, entre 1818-22, pelo arquiteto James Gillespie Graham. O catelo é, atualmente, propriedade do Laird Alexander Hay of Duns.
Há no castelo uma parque aberto ao público e dois lagos artificiais, Hen Poo e smaller Mill Dam. O castelo é eventualmente usado para casamentos, etc.